# Station La Verrière
Station La Verrière is een spoorwegstation aan de spoorlijn Paris-Montparnasse - Brest. Het ligt in de Franse gemeente La Verrière in het departement Yvelines (Île-de-France).

## Geschiedenis
Het station werd op 12 juli 1849 geopend door de Compagnie des chemins de fer de l'Ouest bij de opening van de sectie Versailles-Chantiers - Chartres. Sinds zijn oprichting is het eigendom van de Société nationale des chemins de fer français (SNCF). In 1977 werd het station heropgebouwd vanwege de aanleg van de Ville nouvelle Saint-Quentin-en-Yvelines, het station schoof toen 76 meter naar het noordoosten op.

## Ligging
Het station ligt op kilometerpunt 32,209 van de spoorlijn Paris-Montparnasse - Brest.

## Diensten
Het station wordt aangedaan door treinen van Transilien lijn N tussen Paris-Montparnasse en Rambouillet en treinen van Transilien lijn U tussen La Défense en dit station.

## Vorige en volgende stations
| Richting       | Vorig station  | Lijn    | Volgend station | Richting           |
| -------------- | -------------- | ------- | --------------- | ------------------ |
| Rambouillet    | Coignières     | Trans N | Trappes         | Paris-Montparnasse |
| Eindbestemming | Eindbestemming | Trans U | Trappes         | La Défense         |